# Tanzanie aux Jeux olympiques d'été de 2020
La Tanzanie participe aux Jeux olympiques de 2020 à Tokyo au Japon. Il s'agit de sa 14e participation à des Jeux d'été.

## Athlétisme
Trois marathoniens ont obtenu leurs qualifications en réalisant les minimas olympiques : Gabriel Gerald Geay avec un temps de référence de 2h04m55 établi à Milan en mai 2021, Alphonce Felix Simbu avec un temps de référence de 2h08min27 établi à Otsu en mars 2019 et Failuna Matanga avec un temps de référence de 2h27min55 établi à Hambourg mais en avril 2019
| Athlète              | Épreuve           | Séries      | Séries      | Demi-finales | Demi-finales | Finale          | Finale  |
| Athlète              | Épreuve           | Temps       | Rang        | Temps        | Rang         | Temps           | Rang    |
| -------------------- | ----------------- | ----------- | ----------- | ------------ | ------------ | --------------- | ------- |
| Gabriel Gerald Geay  | Marathon masculin | Non disputé | Non disputé | Non disputé  | Non disputé  | Abandon         | Abandon |
| Alphonce Felix Simbu | Marathon masculin | Non disputé | Non disputé | Non disputé  | Non disputé  | 2 h 11 min 35 s | 7e      |
| Failuna Matanga      | Marathon féminin  | Non disputé | Non disputé | Non disputé  | Non disputé  | 2 h 33 min 58 s | 24e     |